# 涿鞮
涿鞮（？—97年），东汉时车师后部王。
汉和帝永元二年（90年），大将军窦宪破北匈奴，车师被震慑，车师前王、车师后王各遣子到汉朝奉贡入侍，汉朝赐给他们印绶金帛。永元八年（96年），戊己校尉索頵想要废车师后部王涿鞮，立破虏侯细致为王。涿鞮以为前王尉卑大（尉毕大）出卖而己，因而反击尉卑大，获其妻儿。次年（97年），汉朝派遣西域长史王林，征发凉州六郡兵及羌胡二万余人，来讨伐涿鞮，获得首级千余人。涿鞮入北匈奴，汉军追击，斩杀了涿鞮，立涿鞮弟农奇为王。